# Kobyla Wola
Kobyla Wola es un pueblo de Polonia, en Mazovia. Se encuentra en el distrito (Gmina) de Górzno, perteneciente al condado (Powiat) de Garwolin. Se encuentra aproximadamente a 5 km al noreste de Górzno, 7 km al sureste de Garwolin, y a 62 km al sureste de Varsovia. Su población es de 315 habitantes.
Entre 1975 y 1998 perteneció al voivodato de Siedlce.